# Cor-de-roure
|  | No s'ha de confondre amb Cor-de-roure (Sant Joan de Montdarn). |

Cor-de-roure és una masia del municipi d'Olius inclosa en l'Inventari del Patrimoni Arquitectònic de Catalunya.

## Descripció
Es tracta d'una masia de planta rectangular i teulada a dos vessants. Està orientada nord-sud. Té una porta primitiva a la cara est, amb arc de mig punt adovellat. S'afegí una nova edificació adossada a la cara sud, de planta rectangular i teulada a dues vessants; el tros afegit fou més alt que l'antic per tal que quedés un espai obert entre les dues teulades i donar llum a les golfes. La porta actual es troba en aquesta nova edificació i és d'arc apuntat i adovellat. La cara sud té un terrat cobert per bigues i grans balconades. La planta baixa té el sòl de pedra i està coberta amb volta. La construcció està feta amb parament de carreus irregulars units amb morter. Les cantonades de l'edificació posterior i les llindes de les finestres són de pedra picada i tallada. Resta a la cara nord-est, el portal d'entrada.

## Història
Es coneix documentalment l'existència de la masia de Cor de Roure, des del segle xii. A la segona meitat del segle xii, Pere Corderoure comprà 50 jornals de terra o bosc a la masia de Viladebages.